# Beserovina
Beserovina (cyr. Бесеровина) – wieś w Serbii, w okręgu zlatiborskim, w gminie Bajina Bašta. W 2011 roku liczyła 187 mieszkańców.